# آیگوت
آیگوت (به ارمنی: Այգուտ) یک روستا در ارمنستان است که در استان گغارکونیک واقع شده‌است.  در ۹۳ کیلومتری شمال شرق گاوار، مرکز استان گغارکونیک واقع شده است.

## خصوصیات
آیگوت ۱٬۰۸۳ نفر جمعیت دارد و ۱٬۴۲۰ متر بالاتر از سطح دریا واقع شده‌است.
| سال   | ۱۸۳۱ | ۱۸۸۶  | ۱۹۲۲  | ۱۹۵۹  | ۱۹۷۹  | ۱۹۹۱ | ۲۰۰۱  | ۲۰۰۴  |
| جمعیت | ۳۵۷  | ۲٬۱۵۷ | ۱٬۰۱۵ | ۱٬۱۲۳ | ۲٬۰۲۲ | ۷۸   | ۱٬۰۷۱ | ۱٬۰۵۲ |